# Helicarion leopardina
Helicarion leopardina är en snäckart som beskrevs av Tom Iredale 1941. Helicarion leopardina ingår i släktet Helicarion och familjen Helicarionidae. IUCN kategoriserar arten globalt som sårbar. Inga underarter finns listade i Catalogue of Life.